# غيرهارد ليبمان
غيرهارد ليبمان (بالألمانية: Gerhard Liebmann)‏ (و. 1970 – م) هو ممثل من النمسا . ولد في غراتس .

## روابط خارجية
- غيرهارد ليبمان على موقع IMDb (الإنجليزية)
- غيرهارد ليبمان على موقع مونزينجر (الألمانية)
- غيرهارد ليبمان على موقع ألو سيني (الفرنسية)
- غيرهارد ليبمان على موقع أول موفي (الإنجليزية)
- غيرهارد ليبمان على موقع قاعدة بيانات الأفلام السويدية (السويدية)
- غيرهارد ليبمان على موقع قاعدة بيانات الفيلم (الإنجليزية)
- غيرهارد ليبمان على موقع كينوبويسك (الروسية)